# 부천여자고등학교
부천여자고등학교(富川女子高等學校)는 대한민국 경기도 부천시 원미구 상동에 있는 공립 고등학교이다.

## 학교 연혁
- 1981년 1월 15일 : 부천여자고등학교 설립 인가
- 1981년 3월 1일 : 초대 김두한 교장 취임
- 1983년 2월 21일 : 부천여중 부지(송내동)에서 현 위치 신축 교사로 이전
- 1985년 6월 : 지성원 신축(2001.11 증축)
- 1999년 3월 1일 : 교육부 지정 기술.가정교과 연구학교 운영(~2001.02.28)
- 2001년 11월 15일 : 생활관 증축 및 체육관 개관
- 2004년 3월 1일 : 도지정 과학교육 연구학교 운영(~2006.02.28)
- 2004년 3월 1일 : 도지정 토론교육 연구학교 운영(~2006.02.28)
- 2009년 4월 1일 : 식당 및 급식실 증축, 장미관 1층 4실 증축
- 2012년 3월 1일 : 교육과학기술부 선정 창의, 인성모델학교 운영 및 동주제 연구학교 운영(~2015.02.28)
- 2017년 3월 1일 : 경기도형 과학중점학교 및 해당 자율학교 운영
- 2020년 3월 1일 : 고교학점제 선도학교 운영
- 2020년 9월 1일 : 제10대 이춘원 교장 취임
- 2024년 1월 5일 : 제41회 졸업식(7학급 164명, 총 20,186명)
- 2024년 3월 4일 : 제44회 입학식(7학급 123명)

## 참고 자료
- 부천여자고등학교 - 한국교육학술정보원 학교알리미